# Sericosema juturnaria
Sericosema juturnaria là một loài bướm đêm trong họ Geometridae.